# Avatele
Avatele (antes conocida como Oneonepata o Matavaihala) es una población en la costa suroeste de Niue con una población de aproximadamente 200 habitantes (datos a finales de 2007). Avatele, junto con otros pueblos Mutalau, Tuapa, Alofi y Hakupu, fueron los primeros grandes asentamientos de Niue provenientes de la Polinesia, Samoa, Tonga y Pukapuka antes del año 1300.
Avatele Beach, el pueblo principal de la carretera del mar, se extiende a lo largo de la costa de la bahía de Avatele, y es la mayor y más conocida playa de la isla. Aunque la mayoría de la arena es gruesa, el lugar es un conocido lugar para ir de pícnic y practicar la natación tanto para turistas como para residentes. La playa también fue el sitio en que el capitán James Cook desembarcó en su tercer y último intento de tomar tierra en la isla, en 1774, desde entonces ha sido el lugar de desembarco y de bienvenida de las personalidades que visitan el lugar.